# Csernyánszky Sámuel (evangélikus lelkész)
Csernyánszky Sámuel (Nyustya, 1759. szeptember 13. – Bát, 1809. február 12.) a Bányai evangélikus egyházkerület püspöke 1778-tól 1785-ig.

## Élete
Csernyánszky János lelkész fia volt. Apja korán meghalt, így bátyja, Csernyánszky János, a későbbi püspök viselte gondját, iskoláit Selmecbányán, Osgyánban és Pozsonyban járta; 1780-ban a jénai egyetemre ment. Hazájába visszatérve, 1782-ben bakabányai lelkész lett. 1778 és 1785 között a Bányai Egyházkerület szuperintendense volt. Később Turopolyára, majd Bátra költözött.

## Művei
- Nábožné pisne, které v nemeckém jazika složil C. F. Gellert. Pozsony, 1783 (Gellert egyházi énekei németből ford. Ism. Novi Eccles. Annales. Schemnicii, 1793. I. Trim. II. 89. Trim. III. 128.)
- Pamatné přibeky grofa Morica Beňovskyho. Uo. 1808 (Gróf Benyovszky Móricz emlékezetes kalandjai)
- Epistola posthuma Josephi II. rom. condam imperat. ad summum rom. pontificem reliquosque ecclesiae romanocatholicae episcopos exarata, svadens r. catholicorum unionem cum acatholicis. Cum notis editoris. (Schemnicii), 1790 (Névtelenűl.) E levelet a császár állítólag élte utolsó napjaiban a római pápához és a püspökökhöz intézte, de szerzője Cs. S.
- Nejlávnejši pravidla slovenské dobropisebnosti. Selmeczbánya, 1802 (Legfőbb szabályok a szlovák helyesiráshoz)

Hamaljar Agendája számára 13 kancionálét irt.